# Karl Blacher
Karl Johann von Blacher, Karls (Kārlis) Johans fon Blahers (ros. Карл Карлович Блахер, ur. 26 listopada?/8 grudnia 1867 w Bobrujsku, zm. 15 lutego 1939 w Rydze) – łotewski inżynier chemik, profesor chemii w Instytucie Politechnicznym w Rydze, Instytucie Politechnicznym w Iwanowie-Wozniesieńsku i na Uniwersytecie Łotwy, autor prac z dziedziny chemii, pedagogiki i parapsychologii, założyciel Towarzystwa Badań Psychicznych w Rydze.

## Życiorys
Syn lekarza Karla Blachera i Felicii Boerling. W latach 1879–1886 uczęszczał do gimnazjum gubernialnego w Rewlu. Od 1887 do 1893 studiował chemię na Politechnice w Rydze. W 1905 został profesorem technologii chemicznej na Instytucie Politechnicznym w Rydze. W 1915 ewakuowany do Moskwy, zorganizował Instytut Politechniczny w Iwanowie-Wozniesieńsku. Od 1920 roku wykładał na Łotewskiej Szkole Studiów Wyższych (od 1922 Uniwersytet Łotwy) jako profesor nadzwyczajny. Zmarł w 1939 roku, pochowany został na Cmentarzu Leśnym w Rydze. Był założycielem, przewodniczącym i członkiem honorowym Towarzystwa Badań Psychicznych w Rydze (Gesellschaft für psychische Forschung in Riga). Publikował w „Zeitschrift für Parapsychologie”.
Dwukrotnie żonaty: z Margarethe Felser, a 10 grudnia 1928 z Marie z domu Ackermann, owdowiałą Monkewitz.